# Axel Gabriel Oxenstierna (1792–1874)
Axel Gabriel Oxenstierna af Eka och Lindö, född 18 april 1792 i Björksta församling, död 18 maj 1874 i Stockholm, var en svensk friherre och militär.

## Biografi
Axel Gabriel Oxenstierna af Eka och Lindö föddes 1792 på Målhammar i Björksta socken. Han var son till hovmarskalken Sven Gabriel Oxenstierna af Eka och Lindö och Hedvig Charlotta Forsner. Oxenstierna blev 1797 volontär vid Västmanlands regemente, 31 juli 1798 sergeant vid regementet och 26 september 1809 kornett vid Livregementets kyrassiärkår. Han blev 5 september 1815 stabslöjtnant, 24 juni 1820 ryttmästare vid Livregementets dragonkår, 30 april 1822 ryttmästare vid Jämtlands hästjägarskvadron. Oxenstierna blev 16 maj 1827 major i armén, 1832 kammarherre och tog 28 december 1832 avsked från kåren, med tillstånd att kvarstå som major i armén. Han blev 5 januari 1833 kommendant vid Grisslehamn, 15 juni 1833 kommissarie i Grisslehamn. Oxenstierna utnämndes 1836 till riddare av Svärdsorden, 1845 till riddare av Sankt Stanislausorden, andra klass och 1855 till Karl Johansmedaljen. Han tog 21 maj 1856 avsked från befattningarna vid Grisslehamn och utnämndes samma år till riddare av Sankt Annas orden, andra klass. Han tog 11 december 1860 avsked ut krigstjänsten och blev 4 april 1861 hovmarskalk. Oxenstierna avled 1874 i Stockholm.
Han deltog i fälttågen 1813 och 1814 i Tyskland och Holstein.

### Familj
Oxenstierna gifte sig 28 mars 1850 på Schebo bruk i Ununge socken med Rosa Carolina Augusta Michelsson (1805–1882), dotter till bruksägaren I. Michaelsson och Recca Blitzner. Rosa Carolina Augusta Michelsson var änka efter grosshandlaren Gottlieb Cantzler i Stockholm.